# Francisco Caldeira Castelo Branco
Francisco Caldeira Castelo Branco (1566-1619) était un officier militaire portugais, fondateur de la ville brésilienne de Belém, capitale de l'état du Pará, le 12 janvier 1616.

## Biographie
Francisco Caldeira Castelo Branco, ou Francisco Caldeira est né dans la localité portugaise de Castelo Branco, en 1566. Des sources plus récentes sources indiquent qu’il est né à Crato, dans le district de Portalegre, également au Portugal.
Il fut officier militaire de la Capitainerie du Rio Grande de 1612 à 1614 (dans l'actuel état du Rio Grande do Norte) et de la Capitainerie de la Baie de Tous les Saints de 1615 à 1618. Lorsqu’il servit dans la garnison de Pernambuco, il fut envoyé en tant que commandant d’une expédition de secours aux troupes portugaises qui, sous le commandement de Jerónimo de Albuquerque, combattirent contre les Français dans le Maranhão.